# Villadangos del Páramo
Villadangos del Páramo est un municipio (municipalité ou canton) de la comarque de Tierra de León, dans la province de León, communauté autonome de Castille-et-León, dans le Nord de l'Espagne. C'est aussi le nom de la localité chef-lieu du municipio.
La localité est une halte sur le Camino francés du Pèlerinage de Saint-Jacques-de-Compostelle.

## Divisions administratives
Le municipio regroupe les localités ou quartiers (barrios) suivantes :
- Barrio de la Estación,
- Celadilla del Páramo,
- Fojedo del Páramo (es),
- Urbanización Camino de Santiago,
- Villadangos del Páramo, chef-lieu.

## Culture et patrimoine

### Pèlerinage de Compostelle
Sur le Camino francés du Pèlerinage de Saint-Jacques-de-Compostelle, par la branche du Camino Real, on vient de la localité de San Miguel del Camino dans le municipio de Valverde de la Virgen.
La prochaine halte est San Martín del Camino, vers le sud-ouest, par la suite du Camino Real.

### Personnages célèbres
Luis Gamonal, footballeur du FC Barcelone, y est né en 1922.

## Sources et références
- (es) Cet article est partiellement ou en totalité issu de l’article de Wikipédia en espagnol intitulé « Villadangos del Páramo » (voir la liste des auteurs).
- Grégoire, J.-Y. & Laborde-Balen, L. , « Le Chemin de Saint-Jacques en Espagne - De Saint-Jean-Pied-de-Port à Compostelle - Guide pratique du pèlerin », Rando Éditions, mars 2006,  (ISBN 2-84182-224-9)
- « Camino de Santiago St-Jean-Pied-de-Port - Santiago de Compostela », Michelin et Cie, Manufacture Française des Pneumatiques Michelin, Paris, 2009,  (ISBN 978-2-06-714805-5)
- « Le Chemin de Saint-Jacques Carte Routière », Junta de Castilla y León, Editorial